# 가토 다쿠토
가토 다쿠토(일본어: 加藤 匠人, 1999년 5월 9일~)는 일본의 축구 선수이다.

## 구단 경력
그는 2022년 J1리그의 가시와 레이솔에 입단했고, 2년동안 팀에서 뛰었다. 2024년 J3리그의 후쿠시마 유나이티드 FC로 이적했다. 2025년 테게바자로 미야자키로 이적했다.